# Щей
Щей (на румънски: Ştei; на унгарски: Vaskohsziklás, Вашкохсиклаш) е малък румънски град в жудец (окръг) Бихор. От 1958 г. до 1990 г. носи името на румънския политик Петру Гроза. Разположен е на десния бряг по горното течение на река Кришул Негру. На 15 км северозападно е град Беюш, а като се продължи в същата посока на 60 км от Щей се намира окръжният център Орадя. На 6 км южно от Щей е град Вашкъу. Градът има жп гара по линията Вашкъу-Щей-Беюш-Орадя. Населението на града по данни от преброяването през 2002 г. е 8637 жители.